# Danko Grlić
Danko Grlić (* 18. September 1923 in Graćanica, Jugoslawien; † 1. März 1984) war Philosoph, Anhänger des marxistischen Humanismus  und Mitglied der Praxis-Gruppe. Sein Bruder Ljubiša Grlić (1921–1993) war Pharmazeut.
1931 zog Grlić mit seiner Familie nach Zagreb. Während des Krieges war er in der antifaschistischen Bewegung tätig. Von 1950 bis 1955 studierte er Philosophie an der Universität Zagreb. 1959 nahm er das Angebot von Miroslav Krleža an, am Jugoslawischen Lexikografischen Institut zu arbeiten und wurde dessen Redakteur für Philosophie und Soziologie. 1962 begann er an der Akademie der Künste in Zagreb Ästhetik zu lehren. 1965 war er eines der Gründungsmitglieder des Redaktionskomitees der Zeitschrift Praxis. Von 1966 bis 1968 war er Präsident der Kroatischen Philosophischen Gesellschaft. 1968 erhielt er Lehrverbot an der Akademie. Besonders interessiert war Grlić an der Ästhetik und Philosophie Nietzsches, der nach Marx sein bevorzugter Autor war und über den er 1969 auch promovierte. Dabei war es sein Anliegen, das negative Bild von Nietzsche in marxistischen Kreisen zu überwinden, Grlićs Ansicht nach entsprach die nationalsozialistische Auslegung der Gedanken Nietzsches nicht deren wirklichem Wesen. 1971 wurde er als Professor an die Universität Belgrad gerufen. Von 1974 bis zu seinem Tod zehn Jahre später leitete er die Abteilung für Ästhetik der philosophischen Fakultät in Zagreb. Außerdem war Grlić Mitglied des Verwaltungsrates der „Sommerschule“ der Praxis-Gruppe auf der Insel Korčula.

## Veröffentlichungen (Auswahl)
- Estetika Povijest filozofskih problema. 2 Bände 278 S. + 303 S., Zagreb 1983.
- Odabrana djela. 1. Zašto. 297 S., Zagreb.
- Odabrana djela. 2. Friedrich Nietzsche. 260 S., Zagreb.
- Odabrana djela. 3. Umjetnost i filozofija. 411 S., Zagreb.
- Odabrana djela. 4. Izazov negativnog. 287 S., Zagreb.
- Marginalien über die Tschechoslowakei und über neue Tendenzen im Sozialismus. Aus: Praxis, 3–4, 1968.
- Practice and Dogma Aus: Praxis, 1, 1965 (im Marxists Internet Archive, englisch)